# Volksdeutsche Bewegung
Volksdeutsche Bewegung (VDB) (Moviment alemany ètnic) va ser un moviment Nazi a Luxemburg que va néixer durant l'ocupació alemanya durant la Segona Guerra Mundial.
Format per Damian Kratzenberg, un professor universitari amb orígens alemanys, el moviment va sorgir després de la invasió i va ser declarat l'únic moviment polític legal pels Nazis. Utilitzant l'eslògan Heim ins Reich (Casa al Reich), el seu objectiu declarat era la incorporació plena de Luxemburg a l'Alemanya Nazi. La proposta va tenir el suport dels Nazis que van utilitzar el Bewegung com un mitjà per assolir el mateix objectiu, finalment acomplert l'agost de 1942, tot i que el VDB va continuar actiu fins a arribar a un pic de 84,000 membres. Molts d'aquests es van fer socis quan es va fer clar que per mantenir la feina en certs llocs de treball nacional era necessari afiliar-se al partit. Un nombre de membres destacats també es van afiliar al Partit Nacional-Socialista de Treballadors alemanys. El moviment va desaparéixer després de la guerra, i Kratzenberg va ser executat el 1946.